# Edina Thalhammer

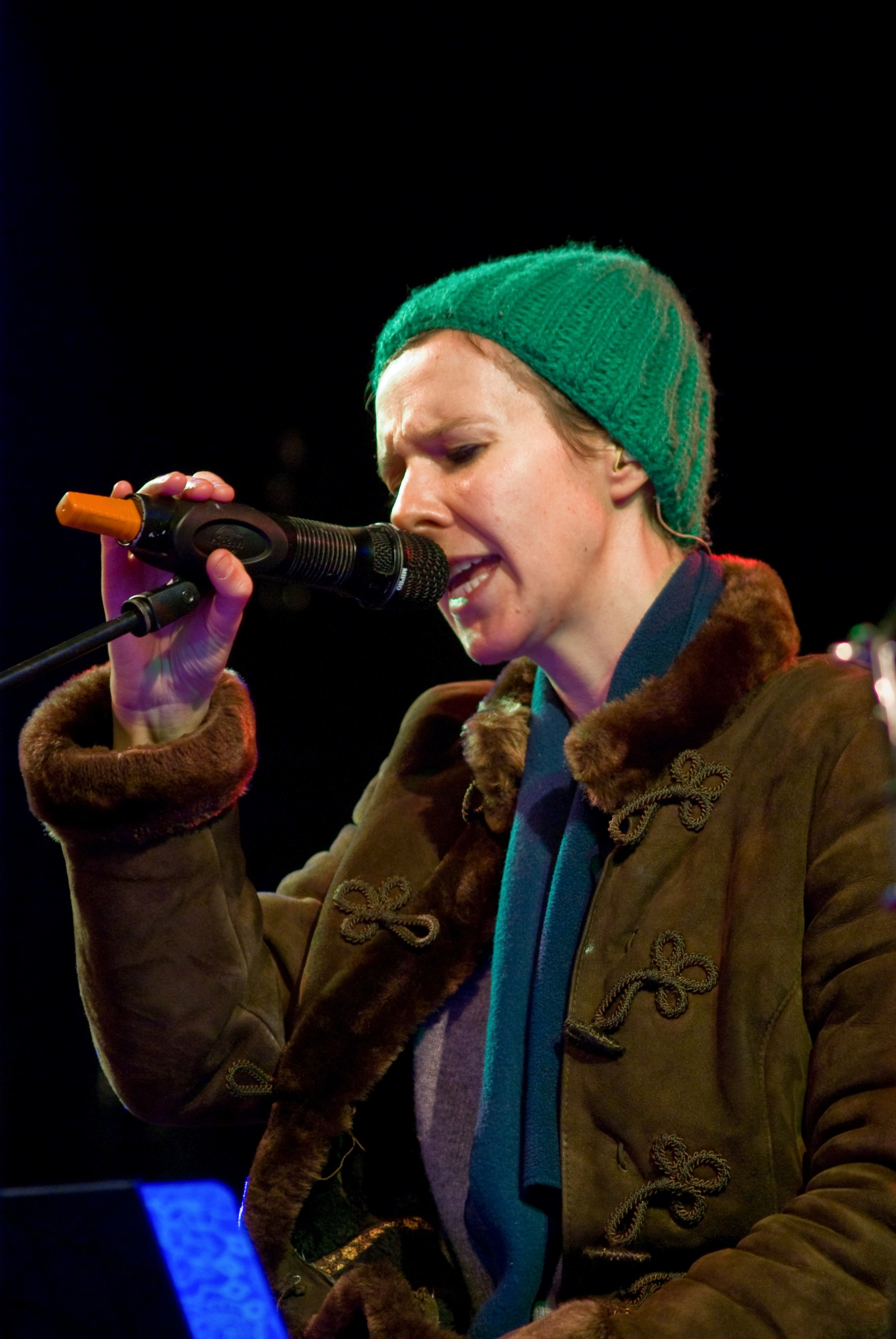
Edina Thalhammer (2008)

Edina Thalhammer (* 27. Mai 1968 in Wien) ist eine österreichische Sängerin.

## Leben
Nach der Matura begann Edina Thalhammer ein Sprachstudium an der Universität Wien. 1991 gründete sie zusammen mit Christof Straub das in Österreich populäre Musikduo Papermoon. Ende 1996 verließ sie dieses Projekt für über sieben Jahre und versuchte 2002 ein Comeback mit dem Soloprojekt „Tau – mein halbes Leben“. 2004 stieg sie erneut bei Papermoon ein und übernahm das Projekt nach Christof Straubs Verlassen des Duos ab 2015 in Eigenregie.